# Брацигово
Браци́гово (болг. Брацигово) — місто в Пазарджицькій області Болгарії. Адміністративний центр общини Брацигово.

## Населення
За даними перепису населення 2011 року у місті проживали 4146 осіб.
Національний склад населення міста:
| Національність   | Кількість осіб | Відсоток |
| ---------------- | -------------- | -------- |
| болгари          | 3409           | 89,0 %   |
| цигани           | 377            | 9,8 %    |
| турки            | 7              | 0,2 %    |
| інша             | 18             | 0,5 %    |
| не визначились   | 20             | 0,5 %    |
| Всього відповіли | 3831           |          |

Розподіл населення за віком у 2011 році:
Динаміка населення:

## Відомі особистості
В поселенні народились:
- Славі Боянов (1915—2011) — болгарський філософ.
- Нікола Ґенчев (1897—1962) — болгарський військовий діяч.